# Zeugitas
Os zeugitas eram membros do terceiro censo criado com as reformas constitucionais que Sólon introduziu em Atenas. Se ignora se os chamava assim porque podiam manter uma junta de bois zeugotrophoûntes — Antonio Tovar traduz o termo por "trabalhadores de um par" (Aristóteles, Constituição dos atenienses, 7, 3) — ou por o modo fechado que tinham de lutar, como se estivessem "unidos por um jugo" (zygón) na falange. Deviam custear suas armaduras por si mesmos e poder manter um escudo ao sair da campanha.
Na época das reformas de Solón, os zeugitas receberam o direito de ocupar uma série de cargos políticos menores. Tinham direito a voto na Assembléia e no tribunal dos Heliastas. Seu status social foi incrementando-se ao largo dos anos, e entre 458-457 a. C. receberam o direito de ocupar o arcontado. Ao final do século V a.C. os oligarcas moderados defenderam a criação de una oligarquia em que estivessem incluídos todos os homens com estatuto de hoplita ou superior. Esse regime foi implantado brevemente após o golpe de estado ateniense de 411 a.C.. Depois do século IV a.C. o nome zeugitas foi substituído pelo de hópla parechómenoi.